# Conjugueur
 (septembre 2024).
Si vous disposez d'ouvrages ou d'articles de référence ou si vous connaissez des sites web de qualité traitant du thème abordé ici, merci de compléter l'article en donnant les références utiles à sa vérifiabilité et en les liant à la section « Notes et références ».
Un conjugueur est un logiciel permettant de conjuguer directement un verbe. Il s'oppose aux manuels de conjugaison traditionnels qui se rapportent souvent à un modèle en laissant le lecteur libre d'interpréter le résultat sur son propre verbe. Ici, le résultat est donné directement. Le format électronique permet de créer des algorithmes pour afficher les conjugaisons sans les limites du support papier.

## Principe de fonctionnement des conjugueurs
Les conjugueurs mettent à profit les régularités de la conjugaison des verbes pour une langue donnée.

### Les classes de verbes
D'une part, à chaque forme infinitive est associée une classe de conjugaison.
Par exemple tous les verbes se conjuguant comme jeter font partie de la même classe alors que les verbes se conjuguant comme acheter font partie d'une autre classe.
Si le nombre de verbes dans une classe est faible (des exceptions), les verbes sont simplement listés comme faisant partie de la classe (exemple en français : être, avoir, faire, …).
En revanche, lorsque le nombre de verbes devient plus important voire ouvert, c'est-à-dire qu'il devient difficile ou impossible d'établir la liste des verbes concernés, alors la classe d'un verbe est déterminée selon la forme de l'infinitif.
Par exemple en français, les verbes en -ier se conjuguent comme pétrifier.
D'autre part, à chaque classe de verbe est associée une fonction permettant de calculer toutes les formes conjuguées à partir d'un verbe à l'infinitif donné.

### Algorithme de conjugaison
Avec la représentation des données et fonctions auxiliaires décrites précédemment, l'algorithme principal des conjugueurs est extrêmement simplifié.
Étant donné un verbe à l'infinitif 
1. Calculer la classe du verbe ;
  - Si aucune classe n'est obtenue alors attribuer une classe par défaut ou lever une exception ;
2. Calculer les formes conjuguées à l'aide de la fonction associée à la classe ;
3. Renvoyer les formes conjuguées.

## Quelques exemples de conjugueurs disponibles gratuitement sur Internet
- Conjugueur du français (certains permettent de conjuguer dans d'autres langues)
  - La conjugaison française avec exercices interactifs toutelaconjugaison.com
  - Conjugaison française
  - Conjugaison française
  - Plume française : conjugaison de plus de 12000 verbes français
  - Un conjugueur pour de nombreuses langues
  - Conjugaison des verbes français en ligne Vatefaireconjuguer.com
  - Portail des langues bab.la Conjugaisons française et en 7 autres langues. Comparaison entre langues possible.
  - Conjugaison française - La Langue Française
- Conjugueur de l'anglais
  - Conjugaison anglaise
  - Conjugueur comparant la conjugaison anglaise et française
- Conjugueur de l'espagnol
  - Conjugueur espagnol Onoma Onoma permet de conjuguer des infinitifs, analyser des formes conjuguées et même de conjuguer des verbes inventés.
  - Conjugaison espagnole
- Conjugueur de l'italien
  - Conjugaison italienne
  - Conjugaison italienne